# روبرت كيميت
روبرت كيميت (بالإنجليزية: Robert M. Kimmitt)‏ (و. 1947 – م) هو دبلوماسي من الولايات المتحدة الأمريكية .
وهو عضو في الحزب الجمهوري .

## التعليم
تعلم في الأكاديمية العسكرية الأمريكية.

## روابط خارجية
- روبرت كيميت على موقع مونزينجر (الألمانية)
- روبرت كيميت على موقع إن إن دي بي (الإنجليزية)